# Krypto, câinele erou
Krypto, câinele erou (engleză Krypto the Superdog) este un desen animat american produs de Warner Bros. Animation, bazat pe personajul DC Comics Krypto. Premiera în Statele Unite a avut loc pe canalul Cartoon Network la 25 martie 2005. În România, desenul a fost difuzat la început pentru o perioadă pe canalul Pro Cinema cu subtitrări în limba română, iar mai târziu a avut premiera pe Boomerang pe blocul Cartoonito la 10 septembrie, 2012 dublat în limba română.
O serie de benzi desenate (bazată pe desenul animat) a fost publicată de DC Comics sub subsidiara Johnny DC, care a durat 6 numere, din 2005 până în 2006.

## Premisa
Desenul povestește aventurile prin care Krypto a trecut în călătoria sa prin Galaxie. El ajunge pe Pământ după ce nava pe care se află, nava construită de tatăl lui Superman, se defectează. Odată ajuns pe acest teren necunoscut Krypto caută să își facă cât mai repede cunoștințe și dă imediat peste Kevin Whitney, un băiețel care își dorea foarte mult un prieten. Cei doi vor forma ulterior o echipă puternică, gata să lupte cu forțele malefice ce amenință securitatea oamenilor.

## Personaje
- Krypto/Câinele erou - Este personajul principal al serialului. El este un câine labrador alb și fost animal de companie al lui Superman de pe planeta Krypton, înainte ca aceasta să fie distrusă. Krypto a venit pe Pământ cu o rachetă când aceasta s-a defectat. El deține toate puterile lui Superman, dar unele sunt mai sporite fiindcă el este un câine, cum ar fi super auz și super simț al mirosului. De asemenea Krypto are aceleași valori morale și sentimente ca ale lui Superman.
- Streaky Superpisica - Este o pisică somaleză portocalie cu o dungă galbenă pe spate, ce locuiește alături de Krypto și de Kevin și este deținut de o fetiță pe nume Andrea. Streaky și-a căpătat superputerile datorită unei raze de duplicare ce a fost menită pentru Krypto, dar dintr-un accident l-a lovit pe Streaky. Mai târziu acesta a aflat că are puteri similare cu ale lui Krypto, numai că ale lui Streaky sunt mai slabe. Streaky are o slăbiciune pentru Kryptonită, la fel ca și Krypto. El are mai puțină seriozitate în privința activităților de supererou, și uneori îi trebuie împingere de la spate ca să facă o faptă eroică, dar de obicei este demn de încredere. De asemenea el are și un nepoțel numit Squeaky, acesta fiind liderul unui fanclub dedicat unchiului său (Fanclubul superpisicii) care este format din el și încă două pisicuțe de vârsta lui.
- Kevin Whitney - Este un băiat de 9 ani cu care Krypto locuiește, cu permisiunea lui Superman. Lui Kevin îi place enorm compania lui Krypto, și poate comunica cu el și cu celelalte animale datorită unui aparat de traducere universală pe care îl ține în ureche. El are un verișor obraznic numit Bailey care află de identitatea adevărată a lui Krypto și vrea să o dovedească, dar el este așa un mincinos încât nimeni nu îl crede niciodată. Kevin mai are și o surioară de 2 ani numită Melanie.
- Ace ogarul-liliac (en. Ace the Bathound) - Este animalul de companie al lui Batman ce este o combinație între un câine mare danez și ciobănesc german. El luptă împotriva crimei cu ajutorul diferitelor sale abilități de detectiv și gadgeturi puse în zgarda sa. Mai folosește de asemenea sanie-rachetă ca să călătorească la distanțe lungi. Ace poartă o capă colorată întunecat și o zgardă la fel ca Batman, și (la fel ca și Batman) are o personalitate pietroasă. Însă Ace lucrează ocazional cu Krypto și îl consideră un aliat. Dușmanii lui sunt Isis, pisica lui Catwoman, hienele Jokerului Bud și Lou, și cele trei păsări ale Pinguinului.
- Andrea Sussman - Este vecina de alături a lui Kevin și stăpâna lui Streaky. Cel mai mult îi place să se joace cu Streaky de-a îmbrăcatul, și îl tratează ca pe un bebeluș. Înainte ea nu știa de identitățile adevărate ale lui Krypto și Streaky, până când aceasta a intrat din greșeală în nava lui Krypto.
- Patrula câinilor stelari (en. The Dog Star Patrol) - Un grup de câini de diferite specii cu o superputere unică fiecare, care luptă împotriva răului prin toată galaxia. Krypto s-a alăturat echipei când acesta i-a ajutat într-o misiune. Membrii sunt:
  - Cerebel (en. Brainy Barker) - Este un câine afgan purpuriu și lidera Patrulii câinilor. Cerebel posedă puteri telechinetice/telepatice, astfel ea putând citi gânduri, proiecta câmpuri de forță și ridica lucruri în aer. Ea este oarecum îndrăgostită de Krypto.
  - Mammoth Mutt - Un chihuahua roz ce are abilitatea de-ași umfla corpul la mărimea unei mingi enorme, astfel putând ataca răufăcătorii cu ușurință prin mărimea sa. De asemenea ea poate să-și mărească părți ale corpului.
  - Bulldog - Este un bulldog ce are pe cap două coarne ca de taur pe care le folosește să dărâme obiecte. El vorbește cu un accent britanic.
  - Paw Pooch - Un copoi galben cu pete maro cu opt picioare, astfel acesta putând să sape și să fugă repede. Picioarele lui pot crește la nevoie.
  - Tail Terrier - Este un cățel scoțian verde ce are abilitatea să-și întindă coada și s-o folosească ca pe un lasou. Vorbește cu un accent stereotipic din Texas.
  - Tusky Husky - Este un Husky Siberian bleu cu un dinte din față gigant ce îl poate folosi ca pe un burghiu. Dintele său este și cea mai grea substanță din univers, conform lui Mechanikat. Tusky este și cel mai înalt câine stelar.
  - Hotdog - Este un câine Dachshund roșu ce poate genera căldură extraordinară din corpul său și respira foc. De asemenea se enervează ușor.
- Jimmy șobolanul - Este un șobolan de stradă ce adesea le dă informații lui Krypto și Ace când aceștia pleacă în misiuni.
- Melanie Whitney - Este sora mai mică a lui Kevin de 2 ani. Ea știe că Krypto (sau "Kippo" cum îi zice ea) este câinele erou, dar nimeni nu o ia în serios datorită vârstei sale.

### Antagoniști
- Mechanikat - Principalul personaj negativ al serialului. El este o felină verde cibernetică care vrea mereu să cucerească Pământul. De obicei ține mereu Kryptonită la îndemână ca să o folosească pe Krypto. Deși este principalul antagonist, el nu prea se luptă cu Krypto pe compropriu, și îi pune mereu pe alți răufăcători să o facă în locul lui.
- Snooky Wookums - Partenerul lui Mechanikat și agent secret, Snooky este o pisicuță albastră geniu malefic ce își folosește drăgălășenia și deșteptăciunea ca să cauzeze tot felul de probleme lui Krypto și patrulii câinilor stelari. Mai târziu acesta s-a alăturat Fanclubului superpisicii. El este cel mai antrenat agent al lui Mechanikat
- Ignatius - El este o igună verde și animalul lui Lex Luthor, dușmanul lui Superman. El este la fel de inteligent și orgolios ca stăpânul său, deși el este mai egoist și uneori este mai nemanierat.
- Bud și Lou - O pereche de hiene pătate și servitorii Jokerului. Aceștia sunt gemeni și uneori pot apărea confuzii în legătură cu cine-i cine, dar diferența este la zgardele lor. Bud are zgardă movă în timp ce Lou o are verde.
- Isis - Este o pisică siameză feminină și animalul lui Catwoman. Ca și stăpâna sa, Isis este seducătoare și de asemenea o maiestră a hoției.
- Cele trei păsări (en. The Bad News Birds) - Trei păsări antrenate ce lucrează pentru Pinguin și de obicei pun la cale prostii elaborate. Aceștia sunt Artie pasărea de mare, Griff vulturul și Waddles pinguinul.

## Episoade
| Premiera originală | Premiera în România (Boomerang) | N/o | Titlu român (subtitrat)                 | Titlu român (dublat)                   | Titlu englez                     |
| ------------------ | ------------------------------- | --- | --------------------------------------- | -------------------------------------- | -------------------------------- |
|                    |                                 |     |                                         |                                        |                                  |
| SEZONUL 1          |                                 |     |                                         |                                        |                                  |
|                    |                                 |     |                                         |                                        |                                  |
| 25.03.2005         | 10.09.2012                      | 01  |                                         | Povestea lui Krypto                    | Krypto's Scrypto                 |
|                    |                                 |     |                                         |                                        |                                  |
| 05.04.2005         | 11.09.2012                      | 02  |                                         | Super puricele                         | Super-Flea                       |
| 05.04.2005         | 11.09.2012                      | 02  |                                         | Strădania unui gândac                  | A Bug's Strife                   |
|                    |                                 |     |                                         |                                        |                                  |
| 06.04.2005         | 12.09.2012                      | 03  |                                         | Câinii stelari                         | Meet the Dog Stars               |
| 06.04.2005         | 12.09.2012                      | 03  |                                         | Povestea lui Streaky                   | The Streaky Story                |
|                    |                                 |     |                                         |                                        |                                  |
| 08.04.2005         | 13.09.2012                      | 04  |                                         | Scutecul buclucaș                      | Diaper Madness                   |
| 08.04.2005         | 13.09.2012                      | 04  |                                         | Felina fatală                          | Feline Fatale                    |
|                    |                                 |     |                                         |                                        |                                  |
| 10.04.2005         | 14.09.2012                      | 05  |                                         | Super Kevin                            | Dog-gone Kevin                   |
| 10.04.2005         | 14.09.2012                      | 05  |                                         | Câinele întunericului atacă!           | The Dark Hound Strikes!          |
|                    |                                 |     |                                         |                                        |                                  |
| 11.04.2005         | 17.09.2012                      | 06  |                                         | Băiețelul meu de companie              | My Pet Boy                       |
| 11.04.2005         | 17.09.2012                      | 06  |                                         | Oasele                                 | Dem Bones                        |
|                    |                                 |     |                                         |                                        |                                  |
| 12.04.2005         | 18.09.2012                      | 07  |                                         | Câine liliac pentru o zi               | Bat Hound for a Day              |
| 12.04.2005         | 18.09.2012                      | 07  |                                         | Câinebot                               | Dogbot                           |
|                    |                                 |     |                                         |                                        |                                  |
| 13.04.2005         | 19.09.2012                      | 08  |                                         | Câine bătrân, trucuri noi              | Old Dog, New Tricks              |
| 13.04.2005         | 19.09.2012                      | 08  |                                         | Vorbește cu animalele                  | Talk to the Animals              |
|                    |                                 |     |                                         |                                        |                                  |
| 14.04.2005         | 20.09.2012                      | 09  |                                         | Unchiul meu, supereroul                | My uncle, the superhero          |
| 14.04.2005         | 20.09.2012                      | 09  | Top Dog                                 |                                        |                                  |
|                    |                                 |     |                                         |                                        |                                  |
| 15.04.2005         | 21.09.2012                      | 10  |                                         | Motanul cu cizme spațiale              | Puss in Space Boots              |
| 15.04.2005         | 21.09.2012                      | 10  |                                         | O mică problemă                        | Teeny Tiny Trouble               |
|                    |                                 |     |                                         |                                        |                                  |
| 18.04.2005         | 24.09.2012                      | 11  |                                         | Salvator Dogbot                        | Dogbot to the Rescue             |
| 18.04.2005         | 24.09.2012                      | 11  |                                         | Bailey cel rău                         | Bat Bailey                       |
|                    |                                 |     |                                         |                                        |                                  |
| 19.04.2005         | 25.09.2012                      | 12  |                                         | Ghinionul ogarului liliac              | Bat Hound's Bad Luck             |
| 19.04.2005         | 25.09.2012                      | 12  |                                         | Circul câinilor stelari                | Circus of the Dog Stars          |
|                    |                                 |     |                                         |                                        |                                  |
| 20.04.2005         | 26.09.2012                      | 13  |                                         | Capătul prinde viață                   | The Living End                   |
| 20.04.2005         | 26.09.2012                      | 13  |                                         | Zile de iarnă                          | The Dog Days of Winter           |
|                    |                                 |     |                                         |                                        |                                  |
| 21.04.2005         | 04.03.2013                      | 14  |                                         | O zi proastă                           | Bad Hair Day                     |
| 21.04.2005         | 04.03.2013                      | 14  |                                         | Pisica și liliacul                     | The Cat and the Bat              |
|                    |                                 |     |                                         |                                        |                                  |
| 22.04.2005         | 05.03.2013                      | 15  |                                         | Maimuța lui Melanie                    | Melanie's Monkey                 |
| 22.04.2005         | 05.03.2013                      | 15  |                                         | O treabă de haz                        | Funny Business                   |
|                    |                                 |     |                                         |                                        |                                  |
| 25.04.2005         | 06.03.2013                      | 16  |                                         | Acum îl vezi...                        | Now You See Him...               |
| 25.04.2005         | 06.03.2013                      | 16  |                                         | Merele discordiei                      | Bones of Contention              |
|                    |                                 |     |                                         |                                        |                                  |
| 26.04.2005         | 07.03.2013                      | 17  |                                         | Cine este Câinele Erou?                | Superdog? Who's Superdog?        |
| 26.04.2005         | 07.03.2013                      | 17  |                                         | Adevărata viață                        | The Good Life                    |
|                    |                                 |     |                                         |                                        |                                  |
| 27.04.2005         | 08.03.2013                      | 18  |                                         | Povestea lui Streaky                   | Streaky's Supercat Tale          |
| 27.04.2005         | 08.03.2013                      | 18  |                                         | Noul recrut                            | The New Recruit                  |
|                    |                                 |     |                                         |                                        |                                  |
| 28.04.2005         | 11.03.2013                      | 19  |                                         | La drum                                | Up, up and Away                  |
| 28.04.2005         | 11.03.2013                      | 19  |                                         | Pe vremea dinozaurilor                 | Dinosaur Time                    |
|                    |                                 |     |                                         |                                        |                                  |
| 29.04.2005         | 12.03.2013                      | 20  |                                         | Probleme cu cățeii                     | Puppy Problems                   |
| 29.04.2005         | 12.03.2013                      | 20  |                                         | Schimbare de roluri                    | Switching Sides                  |
|                    |                                 |     |                                         |                                        |                                  |
| 02.05.2005         | 13.03.2013                      | 21  |                                         | Copacii fugari                         | Leaf of Absence                  |
| 02.05.2005         | 13.03.2013                      | 21  |                                         | Sora mai mare                          | Big Sister                       |
|                    |                                 |     |                                         |                                        |                                  |
| 27.05.2005         | 14.03.2013                      | 22  |                                         | Câinele ogar întâlnește câinii stelari | Bat Hound Meets the Dog Stars    |
| 27.05.2005         | 14.03.2013                      | 22  |                                         | Viață de câine                         | A Dog's Life                     |
|                    |                                 |     |                                         |                                        |                                  |
| 03.06.2005         | 15.03.2013                      | 23  |                                         | Vagaboandă pentru o zi                 | Stray for a Day                  |
| 03.06.2005         | 15.03.2013                      | 23  | Ruffled Feathers                        |                                        |                                  |
|                    |                                 |     |                                         |                                        |                                  |
| 10.06.2005         | 18.03.2013                      | 24  |                                         | Ogarul Liliac și Robin                 | Bat Hound and The Robin          |
| 10.06.2005         | 18.03.2013                      | 24  |                                         | Pești cu blană                         | Furry Fish                       |
|                    |                                 |     |                                         |                                        |                                  |
| 17.06.2005         | 20.03.2013                      | 25  |                                         | Colțul lui Tusky                       | Tusky’s Tooth                    |
| 17.06.2005         | 20.03.2013                      | 25  |                                         | Când zboară pinguinii                  | When Penguins Fly                |
|                    |                                 |     |                                         |                                        |                                  |
| 05.12.2005         | 19.03.2013                      | 26  |                                         | Sărbători în cartea de povești         | Storybook Holiday                |
|                    |                                 |     |                                         |                                        |                                  |
| SEZONUL 2          |                                 |     |                                         |                                        |                                  |
|                    |                                 |     |                                         |                                        |                                  |
| 24.04.2006         | 04.11.2013                      | 27  | Copiii cu capă                          | Copii supereroi                        | Kids in Capes                    |
| 24.04.2006         | 04.11.2013                      | 27  | Atacul legumelor virtuale               | Atacul legumelor virtuale              | Attack of the Virtual Vegetables |
|                    |                                 |     |                                         |                                        |                                  |
| 25.04.2006         | 05.11.2013                      | 28  | Mechani-Bot                             | Mechani-Botul                          | Mechani-Bot                      |
| 25.04.2006         | 05.11.2013                      | 28  | Câinele-elastic salvează situația       | Elasticâinele sare în ajutor           | Stretch-O-Mutt to the Rescue     |
|                    |                                 |     |                                         |                                        |                                  |
| 26.04.2006         | 06.11.2013                      | 29  | Dureri mari                             | Dureri de creștere                     | Growing Pains                    |
| 26.04.2006         | 06.11.2013                      | 29  | Cruciatul K-9                           | Cruciatul canin                        | K-9 Krusader                     |
|                    |                                 |     |                                         |                                        |                                  |
| 27.04.2006         | 07.11.2013                      | 30  | Andreea află                            | Andreea află adevărul                  | Andrea Finds Out                 |
| 27.04.2006         | 07.11.2013                      | 30  | Câini magici                            | Cățeii magici                          | Magic Mutts                      |
|                    |                                 |     |                                         |                                        |                                  |
| 28.04.2006         | 08.11.2013                      | 31  | Adunarea reptilelor                     | Invazia reptilelor                     | Reptile Round-Up                 |
| 28.04.2006         | 08.11.2013                      | 31  | Ieșirea pe teren a lui Streaky          | Excursia lui Streaky                   | Streaky's Field Trip             |
|                    |                                 |     |                                         |                                        |                                  |
| 01.05.2006         | 11.11.2013                      | 32  | Pisicuța și fluierul fermecat           | Flautul fermecat                       | Pied Pussycat Piper              |
| 01.05.2006         | 11.11.2013                      | 32  | Ochelari solari                         | Probleme solare                        | Solar Specs                      |
|                    |                                 |     |                                         |                                        |                                  |
| 02.05.2006         | 12.11.2013                      | 33  | Prea mulți bucătari                     | Prea mulți bucătari                    | Too Many Cooks                   |
| 02.05.2006         | 12.11.2013                      | 33  | Bun venit în club                       | Intră în club                          | Join the Club                    |
|                    |                                 |     |                                         |                                        |                                  |
| 03.05.2006         | 13.11.2013                      | 34  | S-a întors Bailey                       | Bailey revine                          | Bailey's Back                    |
| 03.05.2006         | 13.11.2013                      | 34  | Frământările interioare ale lui Streaky | Lupta internă a lui Streaky            | Streaky's Inner Struggle         |
|                    |                                 |     |                                         |                                        |                                  |
| 04.05.2006         | 14.11.2013                      | 35  | Față în față                            | Epidemia                               | Face Time                        |
| 04.05.2006         | 14.11.2013                      | 35  | Pisitopia                               | Pisicotopia                            | Catopia                          |
|                    |                                 |     |                                         |                                        |                                  |
| 05.05.2006         | 15.11.2013                      | 36  | Papagalul și pirații                    | Papagalul și pirații                   | The Parrot and the Pirates       |
| 05.05.2006         | 15.11.2013                      | 36  | Robbie se întoarce                      | Întoarcerea lui Robbie                 | Robbie's Return                  |
|                    |                                 |     |                                         |                                        |                                  |
| 08.12.2006         | 18.11.2013                      | 37  | Revolta castorilor                      | Revolta castorilor                     | Revolt of the Beavers            |
| 08.12.2006         | 18.11.2013                      | 37  | Invazia de pe planeta Alună             | Invazia de pe planeta Alună            | Invasion From the Planet Peanut  |
|                    |                                 |     |                                         |                                        |                                  |
| 12.12.2006         | 19.11.2013                      | 38  | Mechani-Calamitate                      | Mechanicalamitate                      | Mechanikalamity                  |
| 12.12.2006         | 19.11.2013                      | 38  | Barrump Barrump                         | Barrump Barrump                        | Barrump Barrump                  |
|                    |                                 |     |                                         |                                        |                                  |
| 15.12.2006         | 20.11.2013                      | 39  | Iguanukkah                              | Iguanukkah                             | Iguanukkah                       |
|                    |                                 |     |                                         |                                        |                                  |